# WTA San Diego
Das WTA San Diego ist ein Damen-Tennisturnier der WTA Tour, das im San Diego County, Kalifornien, ausgetragen wurde. Von 2011 bis 2013 war der Veranstaltungsort das La Costa Resort and Spa in der Stadt Carlsbad.
Die WTA hatte das Turnier 2010 nach dreijähriger Unterbrechung wieder in ihren Turnierkalender aufgenommen. Es war Teil der US Open Series, die als Vorbereitungstour auf die US Open gilt.
Offizieller Turniername:
- Virginia Slims of San Diego: 1971, 1985–1988
- Wells Fargo Open: 1979–1982
- Virginia Slims Ginny of San Diego: 1984
- Great American Bank Classic: 1989–1990
- Mazda Tennis Classic: 1991–1993
- Toshiba Classic: 1994–1995, 1997–1998
- Toshiba Tennis Classic: 1996
- TIG Tennis Classic: 1999
- Acura Classic: 2000–2007
- Mercury Insurance Open: 2010–2013
- San Diego Open: 2022

## Siegerliste

### Einzel
| Jahr                                 | Siegerin               | Finalgegnerin             | Ergebnis       |
| ------------------------------------ | ---------------------- | ------------------------- | -------------- |
| 1971                                 | Billie Jean King       | Rosie Casals              | 3:6, 7:5, 6:1  |
| 1972–78 fand das Turnier nicht statt |                        |                           |                |
| 1979                                 | Tracy Austin           | Martina Navratilova       | 6:4, 6:2       |
| 1980                                 | Tracy Austin           | Wendy Turnbull            | 6:1, 6:3       |
| 1981                                 | Tracy Austin           | Pam Shriver               | 6:2, 5:7, 6:2  |
| 1982                                 | Tracy Austin           | Kathy Rinaldi             | 7:6, 6:3       |
| 1983 fand das Turnier nicht statt    |                        |                           |                |
| 1984                                 | Debbie Spence          | Betsy Nagelsen            | 6:3, 6:73, 6:4 |
| 1985                                 | Annabel Croft          | Wendy Turnbull            | 6:0, 7:65      |
| 1986                                 | Melissa Gurney         | Stephanie Rehe            | 6:2, 6:4       |
| 1987                                 | Raffaella Reggi        | Anne Minter               | 6:0, 6:4       |
| 1988                                 | Stephanie Rehe         | Ann Grossman              | 6:1, 6:1       |
| 1989                                 | Steffi Graf            | Zina Garrison             | 6:4, 7:5       |
| ↓ Kategorie: Tier III ↓              |                        |                           |                |
| 1990                                 | Steffi Graf            | Manuela Maleewa-Fragnière | 6:3, 6:2       |
| 1991                                 | Jennifer Capriati      | Monica Seles              | 4:6, 6:1, 7:62 |
| 1992                                 | Jennifer Capriati      | Conchita Martínez         | 6:3, 6:2       |
| ↓ Kategorie: Tier II ↓               |                        |                           |                |
| 1993                                 | Steffi Graf            | Arantxa Sánchez Vicario   | 6:4, 4:6, 6:1  |
| 1994                                 | Steffi Graf            | Arantxa Sánchez Vicario   | 6:2, 6:1       |
| 1995                                 | Conchita Martínez      | Lisa Raymond              | 6:2, 6:0       |
| 1996                                 | Kimiko Date            | Arantxa Sánchez Vicario   | 3:6, 6:3, 6:0  |
| 1997                                 | Martina Hingis         | Monica Seles              | 7:64, 6:4      |
| 1998                                 | Lindsay Davenport      | Mary Pierce               | 6:3, 6:1       |
| 1999                                 | Martina Hingis         | Venus Williams            | 6:4, 6:0       |
| 2000                                 | Venus Williams         | Monica Seles              | 6:0, 6:73, 6:2 |
| 2001                                 | Venus Williams         | Monica Seles              | 6:2, 6:3       |
| 2002                                 | Venus Williams         | Jelena Dokić              | 6:2, 6:2       |
| 2003                                 | Justine Henin-Hardenne | Kim Clijsters             | 3:6, 6:2, 6:3  |
| ↓ Kategorie: Tier I ↓                |                        |                           |                |
| 2004                                 | Lindsay Davenport      | Anastassija Myskina       | 6:1, 6:1       |
| 2005                                 | Mary Pierce            | Ai Sugiyama               | 6:0, 6:3       |
| 2006                                 | Marija Scharapowa      | Kim Clijsters             | 7:5, 7:5       |
| 2007                                 | Marija Scharapowa      | Patty Schnyder            | 6:2, 3:6, 6:0  |
| 2008–09 fand das Turnier nicht statt |                        |                           |                |
| ↓ Kategorie: Premier ↓               |                        |                           |                |
| 2010                                 | Swetlana Kusnezowa     | Agnieszka Radwańska       | 6:4, 6:77, 6:3 |
| 2011                                 | Agnieszka Radwańska    | Wera Swonarjowa           | 6:3, 6:4       |
| 2012                                 | Dominika Cibulková     | Marion Bartoli            | 6:1, 7:5       |
| 2013                                 | Samantha Stosur        | Wiktoryja Asaranka        | 6:2, 6:3       |
| ↓ Kategorie: 500 ↓                   |                        |                           |                |
| 2022                                 | Iga Świątek            | Donna Vekić               | 6:3, 3:6, 6:0  |
| 2023                                 | Barbora Krejčíková     | Sofia Kenin               | 6:4, 2:6, 6:4  |
| 2024                                 | Katie Boulter          | Marta Kostjuk             | 5:7, 6:2, 6:2  |

### Doppel
| Jahr                                 | Siegerinnen                            | Finalgegnerinnen                         | Ergebnis         |
| ------------------------------------ | -------------------------------------- | ---------------------------------------- | ---------------- |
| 1971                                 | Billie Jean King Rosie Casals          | Francoise Durr Judy Tegart               | 6:7, 6:2, 6:3    |
| 1972–78 fand das Turnier nicht statt |                                        |                                          |                  |
| 1979                                 | Martina Navratilova Rosie Casals       | Ann Kiyomura Betty Ann Stuart            | 3:6, 6:4, 6:2    |
| 1980                                 | Tracy Austin Ann Kiyomura              | Wendy Turnbull Rosie Casals              | 3:6, 6:4, 6:3    |
| 1981                                 | Kathy Jordan Candy Reynolds            | Pam Shriver Rosie Casals                 | 6:1, 2:6, 6:4    |
| 1982                                 | Kathy Jordan Paula Smith               | Patricia Medrado Cláudia Monteiro        | 6:3, 5:7, 7:6    |
| 1983 fand das Turnier nicht statt    |                                        |                                          |                  |
| 1984                                 | Betsy Nagelsen Paula Smith             | Terry Holladay Iwona Kuczynska           | 6:2, 6:4         |
| 1985                                 | Candy Reynolds Wendy Turnbull          | Rosalyn Fairbank Susan Leo               | 6:4, 6:0         |
| 1986                                 | Beth Herr Alycia Moulton               | Elise Burgin Rosalyn Fairbank            | 5:7, 6:2, 6:4    |
| 1987                                 | Jana Novotná Catherine Suire           | Elise Burgin Sharon Walsh-Pete           | 6:3, 6:4         |
| 1988                                 | Patty Fendick Jill Hetherington        | Betsy Nagelsen Dinky Van Rensburg        | 7:610, 6:4       |
| 1989                                 | Elise Burgin Rosalyn Fairbank          | Gretchen Mager Robin White               | 4:6, 6:3, 6:3    |
| ↓ Kategorie: Tier III ↓              |                                        |                                          |                  |
| 1990                                 | Patty Fendick Zina Garrison            | Elise Burgin Rosalyn Fairbank            | 6:4, 7:65        |
| 1991                                 | Jill Hetherington Kathy Rinaldi        | Gigi Fernández Nathalie Tauziat          | 6:4, 3:6, 6:2    |
| 1992                                 | Jana Novotná Larisa Savchenko-Neiland  | Conchita Martínez Mercedes Paz           | 6:1, 6:4         |
| ↓ Kategorie: Tier II ↓               |                                        |                                          |                  |
| 1993                                 | Gigi Fernández Helena Suková           | Pam Shriver Elizabeth Smylie             | 6:4, 6:3         |
| 1994                                 | Jana Novotná Arantxa Sánchez Vicario   | Ginger Helgeson Rachel McQuillan         | 6:3, 6:3         |
| 1995                                 | Gigi Fernández Natallja Swerawa        | Alexia Dechaume-Balleret Sandrine Testud | 6:2, 6:1         |
| 1996                                 | Gigi Fernández Conchita Martínez       | Arantxa Sánchez Vicario Larisa Neiland   | 4:6, 6:3, 6:4    |
| 1997                                 | Martina Hingis Arantxa Sánchez Vicario | Amy Frazier Kimberly Po                  | 6:3, 7:5         |
| 1998                                 | Lindsay Davenport Natallja Swerawa     | Alexandra Fusai Nathalie Tauziat         | 6:2, 6:1         |
| 1999                                 | Lindsay Davenport Corina Morariu       | Serena Williams Venus Williams           | 6:4, 6:1         |
| 2000                                 | Lisa Raymond Rennae Stubbs             | Lindsay Davenport Anna Kournikowa        | 4:6, 6:3, 7:66   |
| 2001                                 | Cara Black Jelena Lichowzewa           | Martina Hingis Anna Kurnikowa            | 6:4, 1:6, 6:4    |
| 2002                                 | Jelena Dementjewa Janette Husárová     | Daniela Hantuchová Ai Sugiyama           | 6:2, 6:4         |
| 2003                                 | Kim Clijsters Ai Sugiyama              | Lindsay Davenport Lisa Raymond           | 6:4, 7:5         |
| ↓ Kategorie: Tier I ↓                |                                        |                                          |                  |
| 2004                                 | Cara Black Rennae Stubbs               | Virginia Ruano Paola Suárez              | 4:6, 6:1, 6:4    |
| 2005                                 | Conchita Martínez Virginia Ruano       | Daniela Hantuchová Ai Sugiyama           | 6:77, 6:1, 7:5   |
| 2006                                 | Cara Black Rennae Stubbs               | Anna-Lena Grönefeld Meghann Shaughnessy  | 6:2, 6:2         |
| 2007                                 | Cara Black Liezel Horn Huber           | Anna Tschakwetadse Wiktoryja Asaranka    | 7:5, 6:3         |
| 2008–09 fand das Turnier nicht statt |                                        |                                          |                  |
| ↓ Kategorie: Premier ↓               |                                        |                                          |                  |
| 2010                                 | Marija Kirilenko Zheng Jie             | Lisa Raymond Rennae Stubbs               | 6:4, 6:4         |
| 2011                                 | Květa Peschke Katarina Srebotnik       | Raquel Kops-Jones Abigail Spears         | 6:0, 6:2         |
| 2012                                 | Abigail Spears Raquel Kops-Jones       | Vania King Nadja Petrowa                 | 6:2, 6:4         |
| 2013                                 | Abigail Spears Raquel Kops-Jones       | Chan Hao-ching Janette Husárová          | 6:4, 6:1         |
| ↓ Kategorie: 500 ↓                   |                                        |                                          |                  |
| 2022                                 | Coco Gauff Jessica Pegula              | Gabriela Dabrowski Giuliana Olmos        | 1:6, 7:5, [10:4] |
| 2023                                 | Barbora Krejčíková Kateřina Siniaková  | Danielle Collins Coco Vandeweghe         | 6:1, 6:4         |
| 2024                                 | Nicole Melichar-Martinez Ellen Perez   | Desirae Krawczyk Jessica Pegula          | 6:1, 6:2         |